# 川内永利中継局
川内永利中継局（せんだいながとしちゅうけいきょく）は鹿児島県薩摩川内市永利町に存在するテレビ放送の中継局である。
なお、本項では同市水引町にある川内水引中継局と同市宮里町にあるMBC川内ラジオ中継局についても記述する。

## 川内永利テレビ中継局

### デジタルテレビ放送
| リモコン キーID | 放送局名             | 物理 チャンネル | 空中線 電力 | ERP  | 偏波面   | 放送対象地域 | 放送区域 内世帯数 | 運用開始日     |
| --------------- | -------------------- | --------------- | ----------- | ---- | -------- | ------------ | ----------------- | -------------- |
| 1               | MBC 南日本放送       | 27              | 300mW       | 2W   | 水平偏波 | 鹿児島県     | 21,397世帯        | 2008年 10月1日 |
| 2               | NHK 鹿児島教育       | 33              | 300mW       | 2.9W | 水平偏波 | 全国         | 21,397世帯        | 2008年 10月1日 |
| 3               | NHK 鹿児島総合       | 28              | 300mW       | 2.9W | 水平偏波 | 鹿児島県     | 21,397世帯        | 2008年 10月1日 |
| 4               | KYT 鹿児島讀賣テレビ | 26              | 300mW       | 2W   | 水平偏波 | 鹿児島県     | 21,397世帯        | 2008年 10月1日 |
| 5               | KKB 鹿児島放送       | 31              | 300mW       | 2W   | 水平偏波 | 鹿児島県     | 21,397世帯        | 2008年 10月1日 |
| 8               | KTS 鹿児島テレビ放送 | 37              | 300mW       | 2W   | 水平偏波 | 鹿児島県     | 21,397世帯        | 2008年 10月1日 |

- 所在地： 鹿児島県薩摩川内市永利町（日笠山）
- 2008年（平成20年）9月11日から9月30日まで試験放送を実施後、10月1日から本放送を開始した。

### アナログテレビ放送
※チャンネルの（数字）はアナアナ変換前のもの
| チャンネル | 放送局名             | 空中線 電力       | ERP               | 偏波面   | 放送対象地域 | 放送区域 >内世帯数 | 運用開始日    |
| ---------- | -------------------- | ----------------- | ----------------- | -------- | ------------ | ------------------ | ------------- |
| 43         | NHK 鹿児島総合       | 映像3W/ 音声750mW | 映像25W/ 音声6.2W | 水平偏波 | 鹿児島県     | -                  | 1971年 8月7日 |
| 45         | KYT 鹿児島讀賣テレビ | 映像3W/ 音声750mW | 映像22W/ 音声5.6W | 水平偏波 | 鹿児島県     | -                  | -             |
| 47         | KTS 鹿児島テレビ放送 | 映像3W/ 音声750mW | 映像22W/ 音声5.6W | 水平偏波 | 鹿児島県     | -                  | -             |
| 51 （41）  | NHK 鹿児島教育       | 映像3W/ 音声750mW | 映像24W/ 音声6.1W | 水平偏波 | 全国放送     | -                  | 1971年 8月7日 |
| 53 （39）  | MBC 南日本放送       | 映像3W/ 音声750mW | 映像29W/ 音声7.3W | 水平偏波 | 鹿児島県     | -                  | -             |
| 55 （37）  | KKB 鹿児島放送       | 映像3W/ 音声750mW | 映像29W/ 音声7.3W | 水平偏波 | 鹿児島県     | -                  | -             |

- 所在地： 鹿児島県薩摩川内市永利町（日笠山）
- 2011年（平成23年）7月24日をもって廃止された。

## 川内水引テレビ中継局

### アナログテレビ放送
| チャンネル | 放送局名       | 空中線 電力       | ERP                 | 偏波面   | 放送対象地域 | 放送区域 内世帯数 | 運用開始日     |
| ---------- | -------------- | ----------------- | ------------------- | -------- | ------------ | ----------------- | -------------- |
| 58         | NHK 鹿児島総合 | 映像1W/ 音声250mW | 映像2.3W/ 音声570mW | 水平偏波 | 鹿児島県     | -                 | 1974年 1月18日 |
| 60         | NHK 鹿児島教育 | 映像1W/ 音声250mW | 映像2.3W/ 音声570mW | 水平偏波 | 全国         | -                 | 1974年 1月18日 |

- 所在地： 鹿児島県薩摩川内市水引町字草道（草道高地）
- 2011年（平成23年）7月24日をもって廃止された。

## MBC川内ラジオ中継局
| 周波数  | 放送局名       | 空中線 電力 | 放送対象地域 | 放送区域 内世帯数 | 運用開始日     |
| ------- | -------------- | ----------- | ------------ | ----------------- | -------------- |
| 1107kHz | MBC 南日本放送 | 100W        | 鹿児島県     | -                 | 1974年 11月1日 |

- 所在地： 鹿児島県薩摩川内市宮里町（清水ヶ岡公園付近）
- 2024年2月1日に、外国の電波の混信や災害対策のため、MBC川内ラジオ中継局の運用を休止した。2025年には必要な手続きを経て、この中継局は廃止（閉局）になる予定。AMラジオ放送に代わる聴取方法として、FMの93.7MHz（紫尾山）とradikoでMBCラジオが聴ける。MBCラジオをFMで聴くには、周波数が90MHz以上に対応したラジオ受信機が必要。

## 主な放送エリア

### 川内永利中継局
- 地上デジタルテレビジョン放送の放送エリア：鹿児島県　薩摩川内市の一部
- 地上アナログテレビジョン放送の放送エリア：鹿児島県　薩摩川内市の一部
  - なお、薩摩川内市街地では、阿久根中継局よりも当局に向けてアンテナを立てた世帯が多い（特に阿久根中継局の電波が届きにくい個所）[要出典]。

### 川内水引中継局
- 地上アナログテレビジョン放送の主な放送エリア：鹿児島県　薩摩川内市の一部
- 地上デジタルテレビジョン放送については阿久根中継局または川内永利中継局の電波により、薩摩川内市の一部をカバーする。そのため、デジタル中継局の置局が不要となっている。